# Mistrzostwa Świata w Kajakarstwie Górskim 1977
15. Mistrzostwa świata w kajakarstwie górskim odbyły się w dniach 18–19 lipca 1977 w austriackim Spittal an der Drau. Zawodnicy rywalizowali ze sobą w dziewięciu konkurencjach: pięciu indywidualnych i czterech drużynowych.

## Końcowa klasyfikacja medalowa
| Miejsce | Państwo           | Złoto | Srebro | Brąz | Razem |
| ------- | ----------------- | ----- | ------ | ---- | ----- |
| 1       | NRD               | 3     | 3      | 1    | 7     |
| 2       | Czechosłowacja    | 2     | 1      | 2    | 5     |
| 3       | Stany Zjednoczone | 1     | 1      | 2    | 4     |
| 4       | Szwajcaria        | 1     | 1      | 0    | 2     |
| 5       | Francja           | 1     | 0      | 0    | 1     |
| 5       | Wielka Brytania   | 1     | 0      | 0    | 1     |
| 7       | RFN               | 0     | 2      | 0    | 2     |
| 8       | Austria           | 0     | 1      | 1    | 2     |
| 9       | Polska            | 0     | 0      | 2    | 2     |
| 10      | Australia         | 0     | 0      | 1    | 1     |

## Medaliści
| Konkurencja:           | Złoto: | Srebro:                                                                                             | Brąz:                                                                                                  |
| C-1 mężczyzn           | Petr Sodomka | Peter Massalski                                                                                     | Karel Třešňák                                                                                          |
| C-1 drużynowo mężczyzn | NRD · Reinhard Eiben · Peter Massalski · Lutz Körner                                                                 | RFN · Dietmar Moos · Ernst Libuda · Walter Horn                                                     | Czechosłowacja · Jaroslav Radil · Karel Třešňák · Petr Sodomka                                         |
| C-2 mężczyzn           | NRD · Walter Hofmann · Jürgen Kalbitz                                                                                | Czechosłowacja · Miroslav Nedvěd · Pavel Schwarc                                                    | NRD · Michael Berek · Frank Kretschmer                                                                 |
| C-2 drużynowo mężczyzn | Czechosłowacja · Jiří Benhák i Ladislav Benhák · Radomír Halfar i Svetomír Kmošťák · Miroslav Nedvěd i Pavel Schwarc | Szwajcaria · Martin Wyss i Roland Wyss · Matthias Hirsch i Manfred Walter · Jiří Krejza i Jan Karel | Polska · Jan Frączek i Ryszard Seruga · Wojciech Kudlik i Jerzy Jeż · Zbigniew Leśniak i Maciej Rychta |
| K-1 mężczyzn           | Albert Kerr | Dieter Förstl                                                                                       | Norbert Sattler                                                                                        |
| K-1 drużynowo mężczyzn | Francja · Jean-Yves Prigent · Bernard Renault · Christian Frossard                                                   | Austria · Eduard Wolffhardt · Norbert Sattler · Peter Fauster                                       | Polska · Wojciech Gawroński · Jerzy Stanuch · Henryk Popiela                                           |
| C-2 konkurs mieszany   | Stany Zjednoczone · Marietta Gillman · Chuck Lyda                                                                    | Stany Zjednoczone · Linda Aponte · John Kennedy                                                     | Australia · Kym Purdy · Stuart Dry                                                                     |
| K-1 kobiet             | Angelika Bahmann | Petra Krol                                                                                          | Linda Harrison                                                                                         |
| K-1 drużynowo kobiet   | Szwajcaria · Elisabeth Käser · Kathrin Weiss · Claire Costa                                                          | NRD · Angelika Bahmann · Birgit Feydt · Petra Krol                                                  | Stany Zjednoczone · Cathy Hearn · Jean Campbell · Linda Harrison                                       |